# سولفرینو
سولفرینو (به ایتالیایی: Solferino) یک کومونه در ایتالیا است که در استان منتووا واقع شده‌است.

## خصوصیات
سولفرینو ۱۳ کیلومترمربع مساحت و ۲٬۶۰۸ نفر جمعیت دارد.

## خواهرخوانده
شهرهای Châtillon-sur-Indre و Solférino خواهرخوانده‌های سولفرینو هستند.